# Northwood, New Hampshire
Northwood är en kommun (town) i Rockingham County, i den sydöstra delen av staten New Hampshire, USA. Den har en yta av 77,8 km² och en befolkning som uppgår till 4 241 invånare (2010). 